# Tabo (Himachal Pradesh)
Pour les articles homonymes, voir Tabo.
Tabo est une ville située dans le district de Lahul et Spiti dans l'État de l'Himachal Pradesh, en Inde.

## Géographie

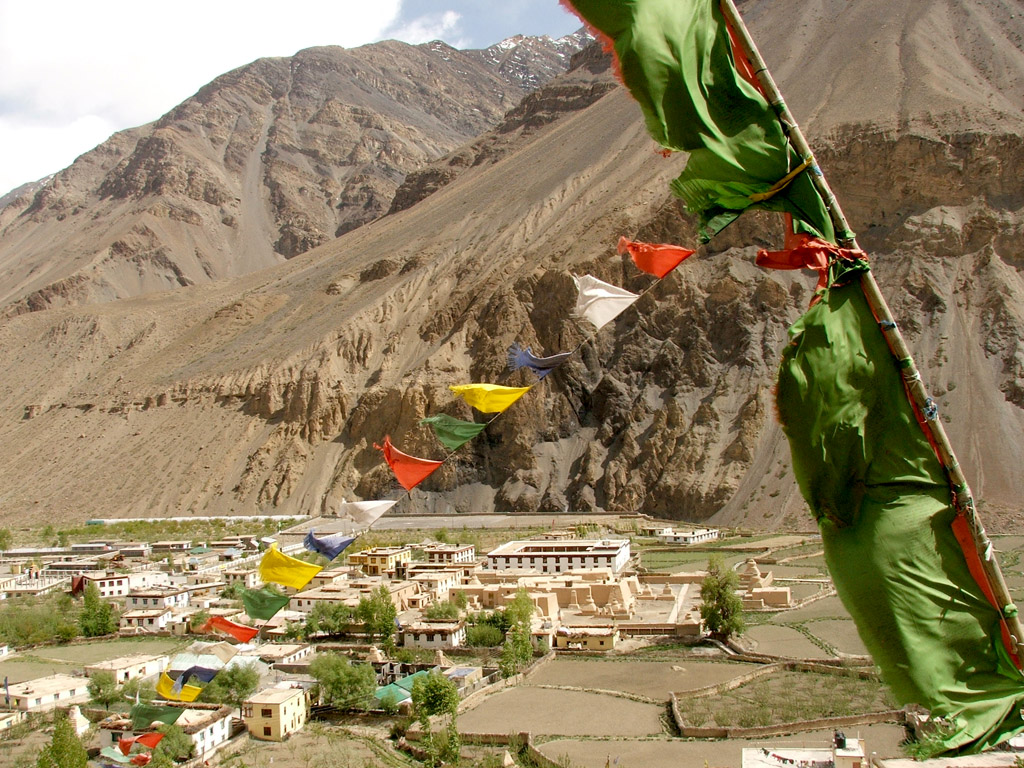
Vue générale de Tabo

Tabo est située sur les bords de la rivière Spiti, à une altitude, selon les sources, de 3 050 ou 3 280 mètres. La ville se trouve sur la route entre Rekong Peo et Kaza (ou Kaja), le siège principal sous-divisionnaire de Spiti.
Les températures descendent de façon importante la nuit.

## Économie

### Tourisme
Il y a quelques hôtels à Tabo et des maisons d'hôtes appartenant au monastère.

### Transport
La communication vers les villages principaux autour du secteur se fait par des téléphones satellite, par des transporteurs d'articles occasionnels et par les autobus qui sillonnent la route entre Tabo et Kaza.

## Lieux et monuments
La ville entoure un monastère bouddhiste qui, selon la légende, aurait plus de mille ans.
Les temples dans le complexe du monastère de Tabo présentent de nombreuses fresques et des statues d'argile. L’Inspection archéologique indienne (ASI) a tenté de restaurer quelques tableaux qui ont été altérés par le temps.

## Personnalités liées à la ville
Le Dalaï-lama a exprimé son désir de prendre sa retraite à Tabo, car il affirme que le monastère de Tabo est un des plus sacrés. En 1996, il a dirigé la cérémonie d'initiation du Kalachakra à Tabo, coïncidant avec les célébrations d'anniversaire du millénaire du monastère. La cérémonie a été suivi par milliers de bouddhistes à travers le monde.